# Benjamin Henocq

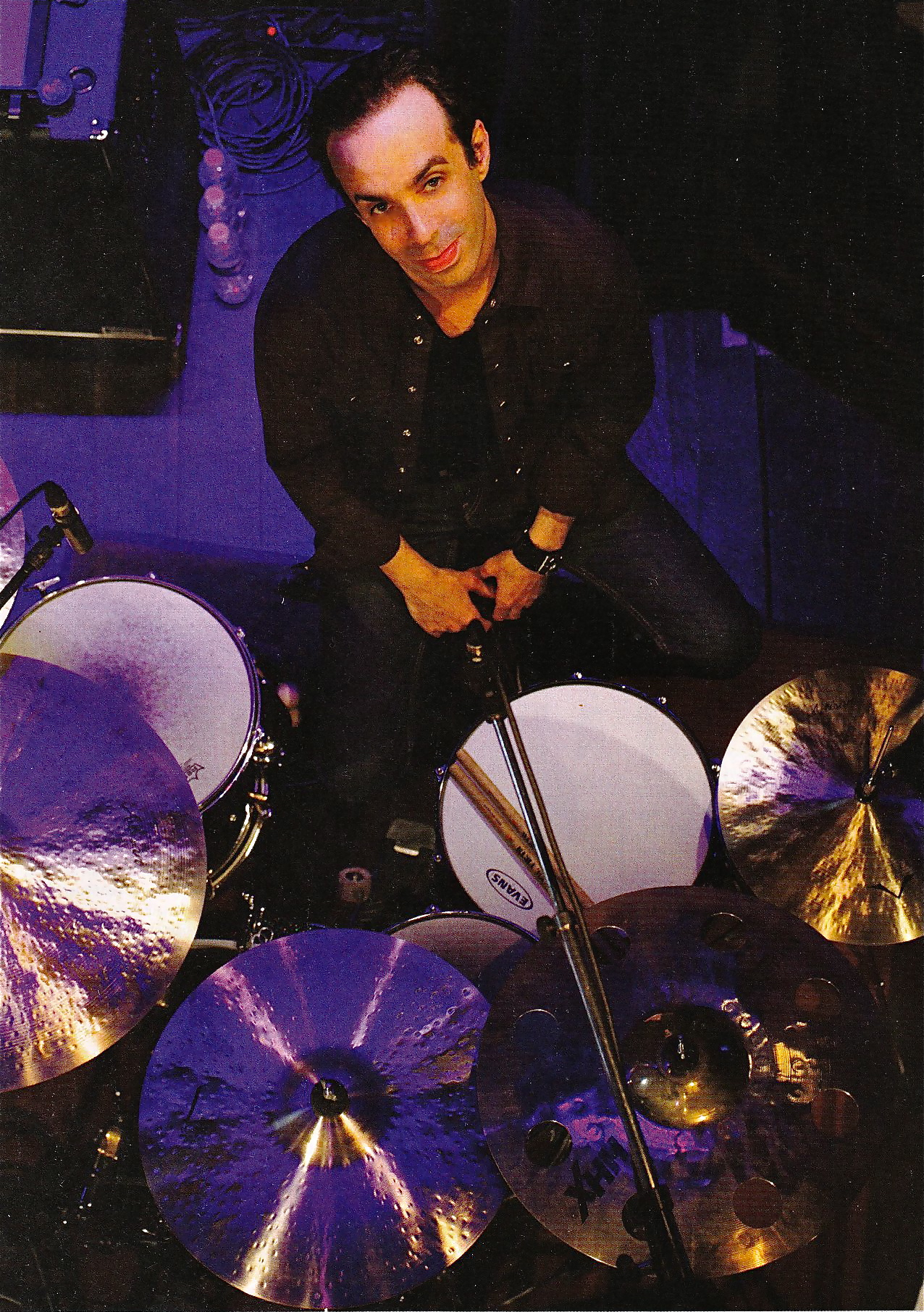
Benjamin Henocq

Benjamin Henocq (1977) is een Franse drummer, zanger, componist en arrangeur in de jazz, popmuziek, rock en funk. Hij speelt onder meer met het trio Prysm.

## Biografie
Henocq kreeg vanaf zijn vierde muziekles van zijn stiefvader. op zijn twaalfde gaf hij zijn eerste concert. Hij studeerde aan het conservatorium in Parijs, IACP (Institut Art Culture Perception) en een drumschool geleid door Gilles en Nadia Touché Hij had privélessen in onder meer drums, zang en arrangement.
Henocq is actief in de jazz, maar tevens in de pop, rock en funk. Hij werkte samen met onder meer Michel Legrand, John McLaughlin, Lee Konitz, Anne Ducros, Robin Eubanks, Enrico Pieranunzi, Harold Land, Phjilipe Catherine, David Linx en James Taylor (een tournee door Engeland, als vervanger van Steve Gadd). Henocq begon in de jaren negentig ee trio met Christophe Wallemme (contrabas) en Pierre de Bethmann (drums). Het trio, Prysm, veranderde later van bezetting.

## Prijzen en onderscheidingen (selectie)
- 1995: Prijs voor beste solist en beste groep op het Concours de jazz de la Défense
- 1998: Een Djangodor in de categorie 'groep van het jaar'

## Discografie (selectie)
Met Prysm: 
- Prysm, Blue Note
- Second Rhythm, Blue Note
- Time, Blue Note
- On Tour, Blue Note
- Five, Plus Loin

Als sideman
Met Stefano di Battista: 
- Volare, Label Bleu
- A Prima Vista, Blue Note

Met Rosario Giuliani:
- Anything Else, Dreyfus Jazz
- More Than Ever, Dreyfus Jazz

Met Nicolas Folmer:
- Nicolas Folmer Plays Michel Legrand, Cristal Record
- Off the Beaten Tracks, Cristal Record

Met Francis Lockwood:
- Nobody Knows
- Virtual Road, Sergent Major

Met Kartet:
- Hask, ADDA
- Pression, Deux ZZ

Met Quoi de Neuf Docteur Big Band:
- Le Retour, QND
- En Attendant la Pluie, QND
- Haut Bas, QND
- 51 Below, QND

Met Stephan Patry:
- Singer, Must Record
- Organic 3, Must Record